# Гатчинская улица (Санкт-Петербург)
Га́тчинская у́лица — улица в Петроградском районе Санкт-Петербурга. Проходит от Большой Пушкарской улицы до Чкаловского проспекта.

## История
Эта улица возникла в первой половине XVIII века на территории строений Копорского гарнизонного полка. С конца XVIII века около 60 лет называлась Безымянной улицей, а в 1804—1817 годах — также Десятой улицей. Получила название Гатчинской в 1858 году по названию города Гатчины Петербургской губернии.

## Здания и достопримечательности вдоль Гатчинской улицы

### От Большой Пушкарской улицы до Большого проспекта
Начальный отрезок улицы от Большой Пушкарской улицы до Большого проспекта появился лишь в XX веке и не имеет собственной нумерации.
- Первый по этой улице дом с башенкой в виде шишки — Большая Пушкарская, 34 — построен в 1911 году по проекту техника-инженера Л. В. Богуского, реконструирован в 1912 году техниками И. А. Артемьевым и А. И. Гавриловым.
- Напротив этого дома перед небольшим сквером расположен дом 32 по Большой Пушкарской ул. Это то, что осталось от двухэтажного особняка Петра Петровича Шорохова, потомственного почётного гражданина, депутата Городской думы, председателя нескольких благотворительных обществ, владельца нескольких доходных домов и Белозерских бань. Часть фасада особняка, обращённая к Гатчинской улице, отсутствует — поглощена брандмауэром корпуса доходного дома.
- Угловой дом 39 по Большому проспекту (недоступная ссылка)  памятник архитектуры (вновь выявленный объект)[1] — дом С. М. Липавского, построен в 1912-1913 годах по проекту Ф. И. Лидваля и Д. Д. Смирнова. Дом был построен для профессоров Медицинского института. В нём был устроен лифт (с уровня 2-го этажа), водопровод, электроосвещение, угольная котельная с системой весьма эффективного парового отопления. В доме был мусоропровод, устроенный на чёрной лестнице в стенной нише, с цепным конвейером на 1-м этаже для передачи мусора в мусорный накопитель во дворе. В накопителе был устроен подъёмный пол с механическим подъёмником для выгрузки мусора в подводу. В каждой квартире была большая плита (2 х 1,5 м) с маленькой топкой для торфяных и угольных брикетов. Были ванны с водогреями типа «титан», с топками на тех же брикетах. После уплотнения во многих квартирах были установлены круглые дровяные печи, лифт не работал (до 1970-х гг.), мусопровод замуровали, а готовили пищу на примусах, керосинках и т. п. до установки в 1952 году газовых плит. На чердаке была устроена прачечная с помещениями для сушки белья. Дом был весьма комфортабельным даже по нынешним меркам.

### От Большого до Малого проспекта Петроградской стороны

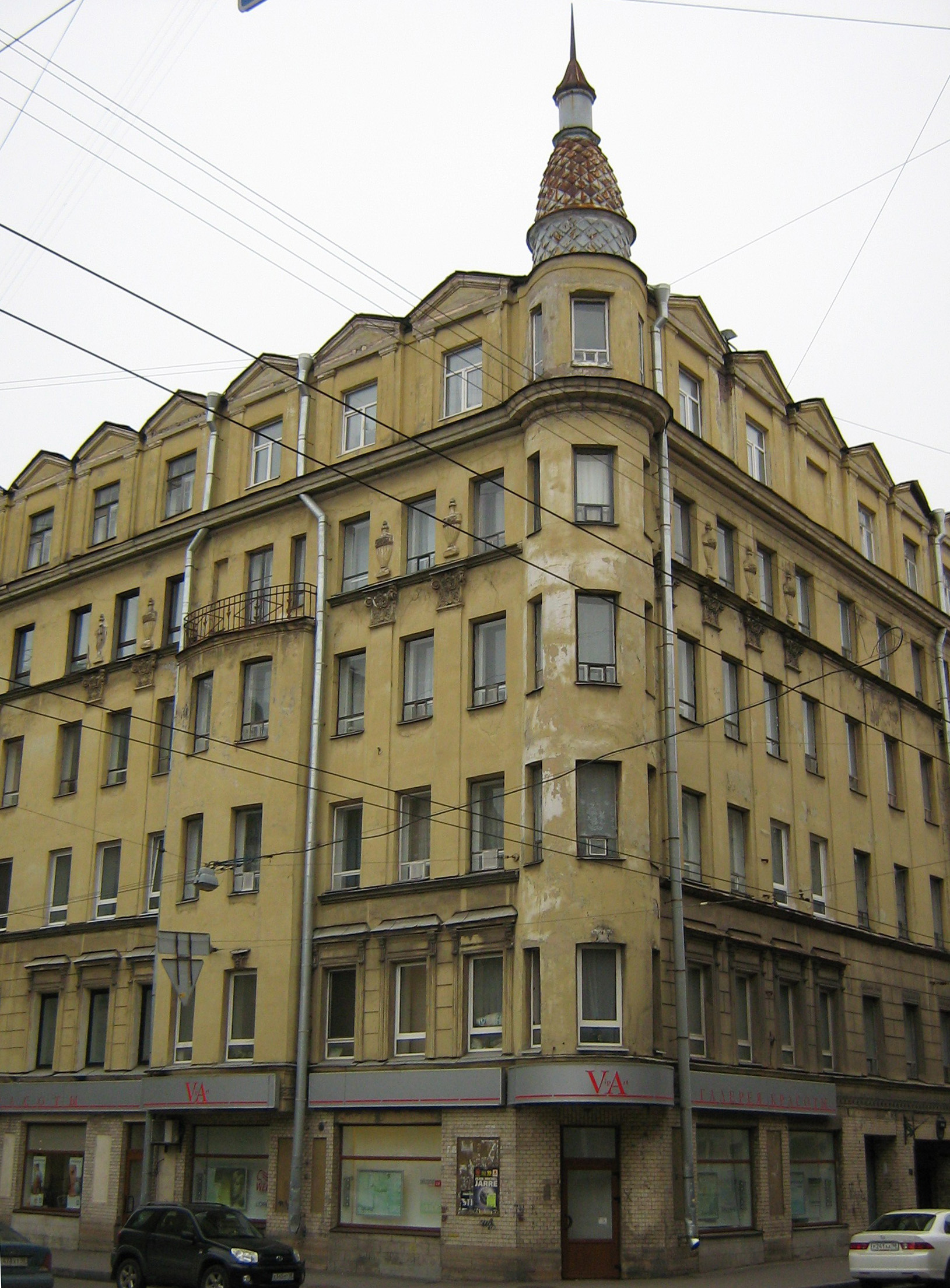
Большая Пушкарская, дом 34: начало Гатчинской улицы.

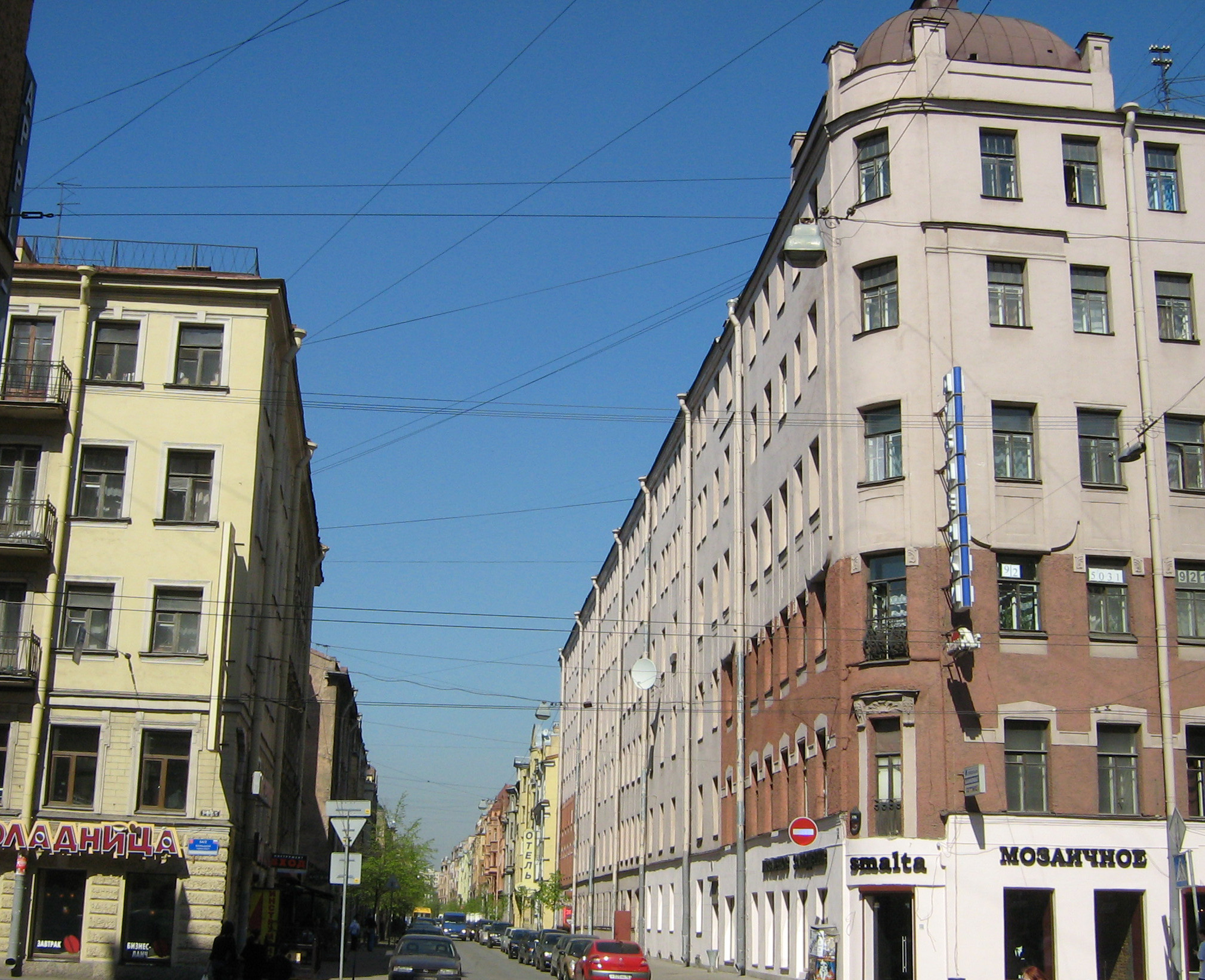
Гатчинская улица у Большого проспекта, дома № 1/56 (справа) и 2/54 (слева)

- Гатчинская, 1 / Большой проспект, 56: 6-этажный жилой дом, построенный в XIX веке (первоначально имел не более 4 этажей) и затем неоднократно перестраивавшийся и модернизировавшийся (1899 — надстроен, арх. О. Л. Игнатович; 1904 — перестроен и расширен, арх. И. Б. Калиберда; 1911 — расширен, арх. И. И. Долгинов; 1956 — капитальный ремонт с заменой лестниц, лифтов и части перекрытий). Со стороны Лахтинской улицы к нему на месте бывшего сквера пристроен современный торгово-бытовой центр (2004—2005 год, арх. А. В. Титов). До революции этот доходный дом принадлежал виолончелисту Мариинского театра Альберту Пуни[2], сыну композитора Цезаря Пуни, и его жене Лидии Михайловне,[3] а управляющим домом был Штерн (Астров), зять А. Пуни; в доме размещалось частное учебное заведение 3-го разряда Л. А. Васильевой. В 1913—1915 годах квартиру на 6-м этаже занимали художники Иван Альбертович Пуни и его жена Ксения Богуславская. Эта их квартира была и мастерской, и своеобразным «салоном», местом встреч художников и поэтов, авангардистов и футуристов: здесь бывали Велимир Хлебников, Владимир Маяковский, Давид Бурлюк, Игорь Северянин, Бенедикт Лившиц и др. В этом доме (в кв. № 23) в 1980-е также жил энтомолог Н. Ю. Клюге. В доме со стороны Гатчинской улицы расположены мини-отель «Гена» и Лаборатория немедикаментозной терапии, а во дворе — Детская студия театрального сочинительства и репетиционная база Театра драматических импровизаций.

- Гатчинская, 2 / Большой проспект, 54: 1875—1876, угловая часть, арх. П. О. Осипов; 1893, 1898—1902 гг. — перестройка с включением существовавшего дома, арх. В. Р. Курзанов, 1904—1909 гг. — перестройка, арх. Г. Г. фон Голи. До революции в доме находилось фотоателье «Э. Ф. Брейер» (открыто не позже 1901, закрыто не ранее 1913) и частная женская гимназия Н. Ф. Бастман с правами правительственной (основана в 1902 году)[4]. В 1928 году в доме 52 располагался Педагогический музей Петроградского района[5]. Теперь на первом этаже в угловой части расположено кафе «Шоколадница», а со стороны Гатчинской улицы — ресторан французской кухни «Друзья Жан-Жака Руссо».
- Шестиэтажный кирпичный жилой дом № 4 построен в начале 1970-х годов на месте сквера и небольшого дома, в котором до революции помещалось мужское реальное училище.
- Дом № 6 (фото (недоступная ссылка)): 1908—1909, арх. В. С. Шорохов. В этом доме жили М. С. Друскин и (в 1941—1942 годах[6]) Я. С. Друскин.
- Дом № 8 (фото (недоступная ссылка)) — доходный дом И. Ф. Филаретова, 1912—1913, арх. Д. Д. Смирнов. В предреволюционные годы в этом доме находилась контора паркетной фабрики Ю. Л. Кёнига. В 1930-х годах в этом доме жил Л. С. Липавский, у которого собирались обэриуты: Я. С. Друскин, А. И. Введенский, Н. А. Заболоцкий, Н. М. Олейников, Д. И. Хармс.
- Дом № 3, а по некоторым документам[7] — дом 5, к. 2, — это небольшая пристройка к дому 1/56, в которой расположена котельная.

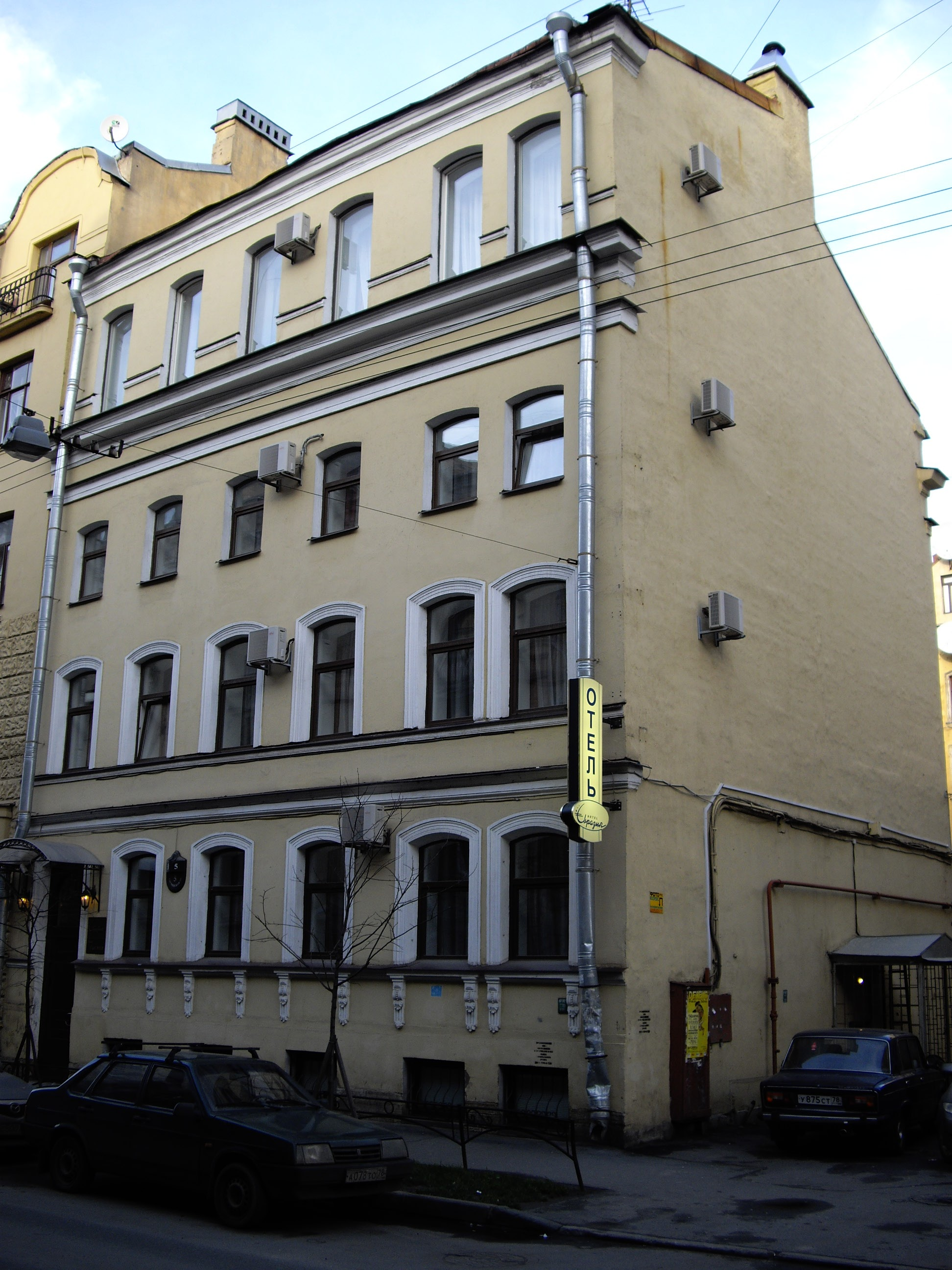
Гатчинская, дом 5.

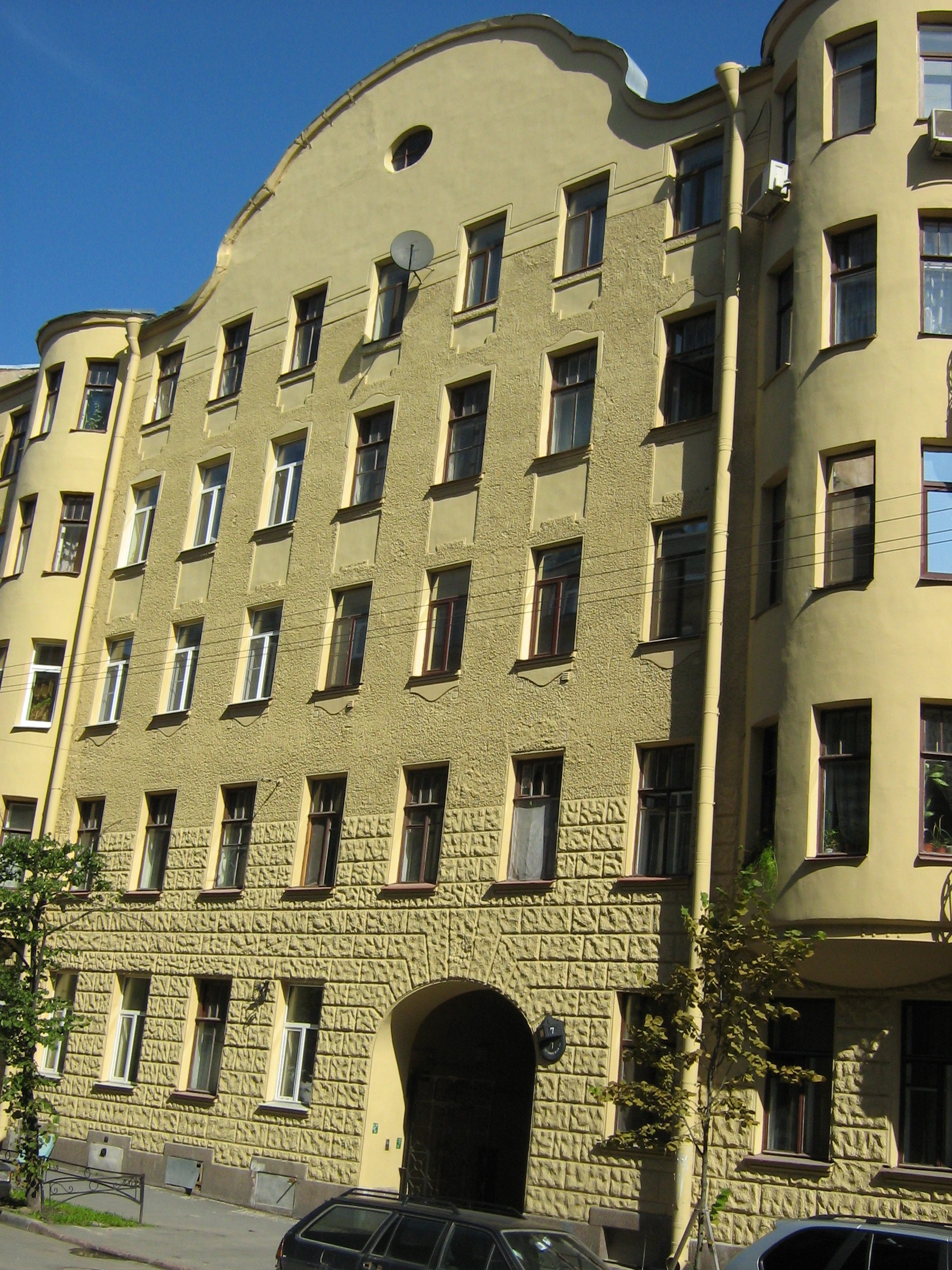
Гатчинская, дом 7.

- В доме № 5 (построенном в 1871 году) в 1888 году на средства П. Ю. Лисянского в память его рано умершего сына был устроен детский приют. Для этого существовавший дом был перестроен и надстроен 4-м этажом по проекту архитектора Х. Х. Тацки. В приюте содержались 25 мальчиков в возрасте 5-14 лет, детей бедных родителей;[8] имелись церковь[9] и двухклассная церковно-приходская школа. В 1919 году церковь закрыта, здание перестроено под жильё. В 2002—2003 годах дом расселён и переоборудован под отель «Евразия».

- Дом № 7 — доходный дом В. Т. Тимофеева, неоклассицизм, 1909, арх. П. В. Резвый[10].
- Дом № 9 — 1912—1913, арх. Н. И. Иванов. В годы советской власти в этом доме находилось подпольное «издательство», где на пишущей машинке под копирку перепечатывались книги Набокова, Солженицына и других запрещённых в то время авторов[11].

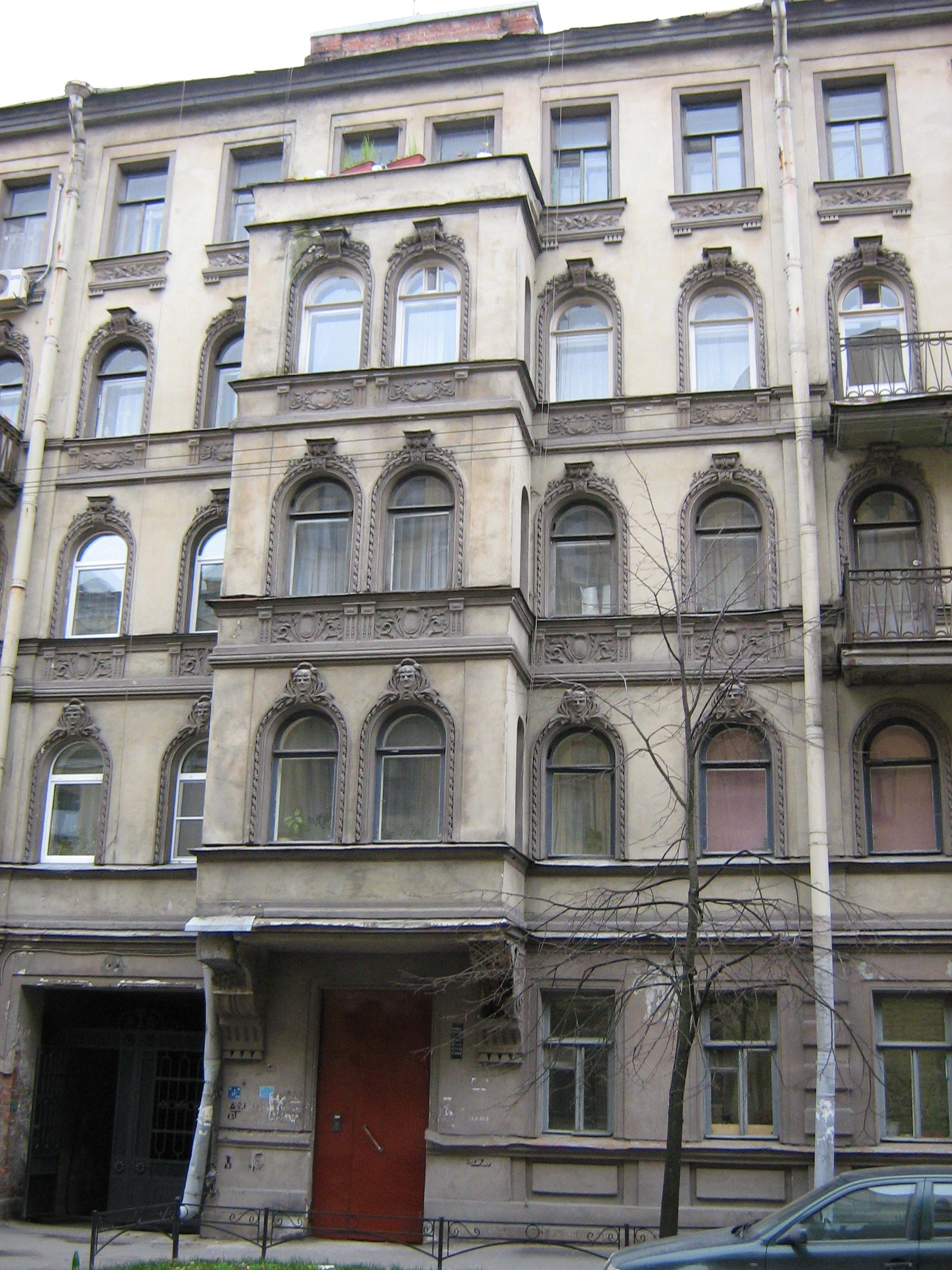
Гатчинская, дом 10.

- Дом № 10 — доходный дом, 1910, арх. О. Л. Игнатович.

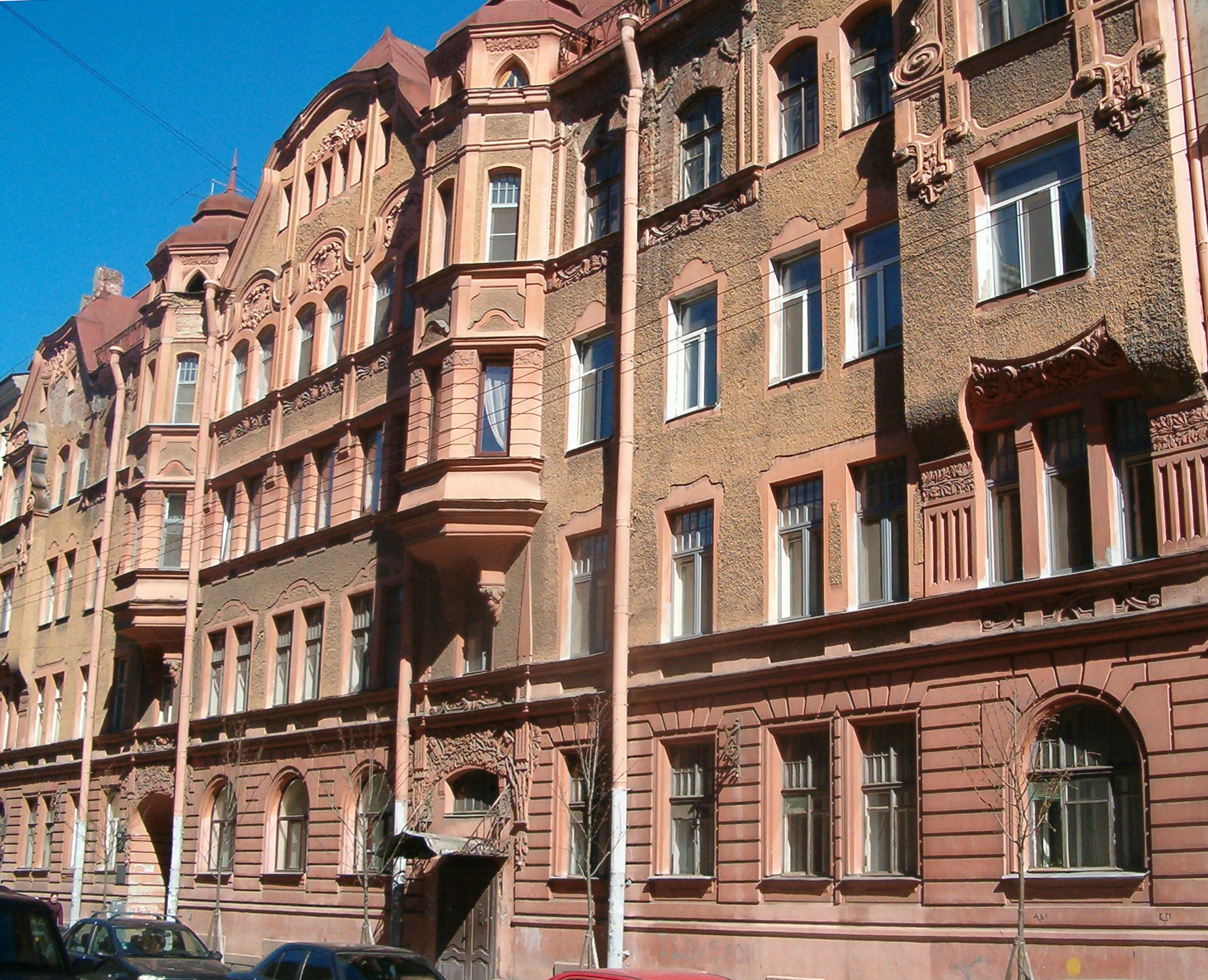
Доходный дом А. М. Васильева (Гатчинская улица, дом 11).

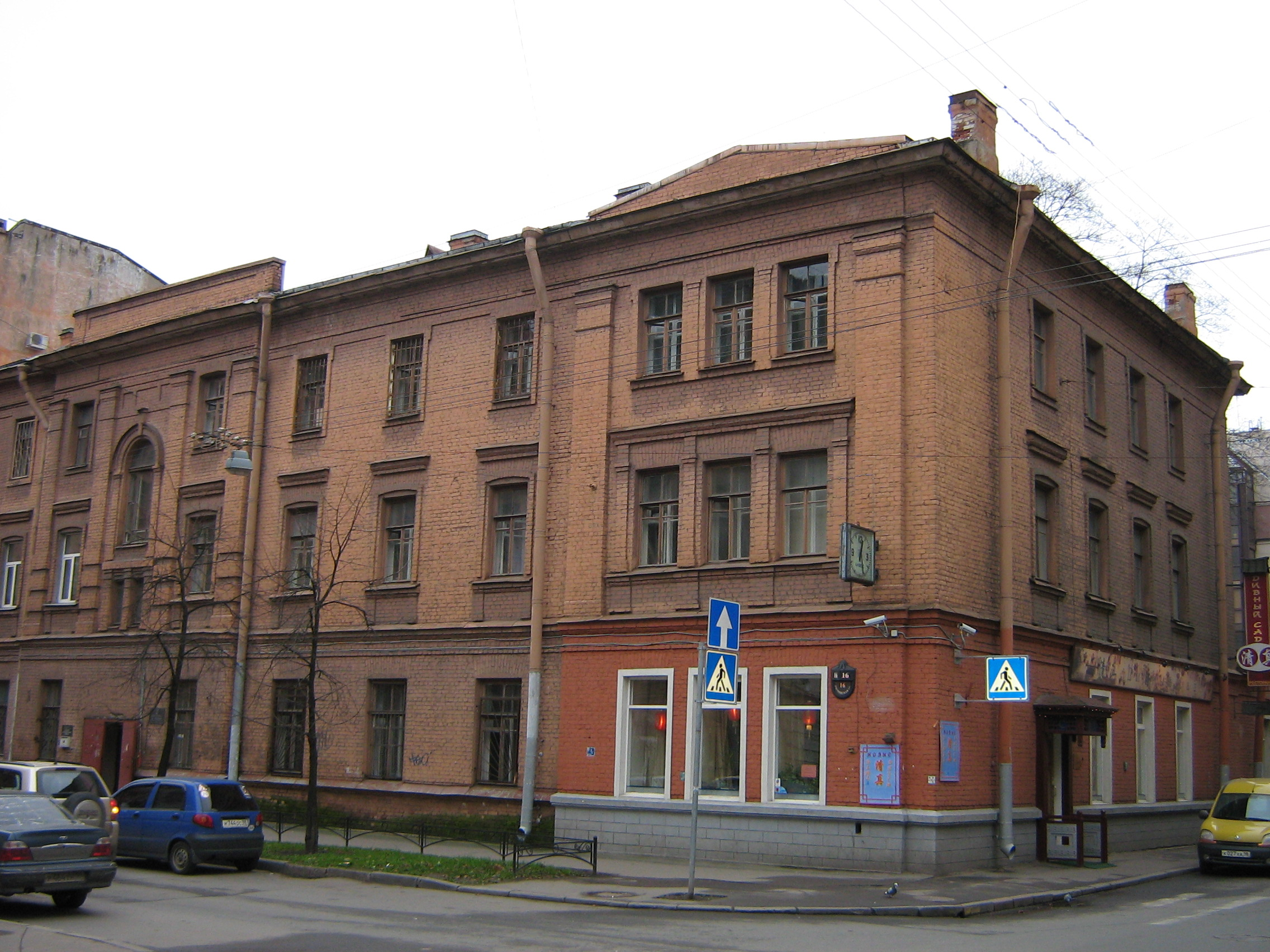
Бывший дом Петровского общества вспомоществования бедным (Гатчинская улица, дом 16).

- Дом № 11 памятник архитектуры (вновь выявленный объект)[1] — крупный жилой дом, выделяющийся фасадом, богато украшенным рустовкой, маскаронами и орнаментами. Во дворе дома расположено районное Агентство по приватизации жилищного фонда. Это бывший доходный дом А. М. Васильева (начат В. В. Корвин-Круковским в 1901, завершён В. В. Шаубом в 1902 году).
- Дом № 13 — 1901, доходный дом, архитектор П. И. Мульханов. Первоначально был трёхэтажным, впоследствии надстроен. Здесь участок Гатчинской улицы от Большого до Малого проспекта заканчивается небольшим сквером. Во время постройки дома 13 участок, включающий этот дом, сквер (где тогда располагалось строение с номером 15), дом 55 по Малому проспекту (построенный одновременно с домом 13 тоже по проекту П. И. Мульханова) и соседствовавшие с ним хозяйственные постройки на Лахтинской улице, 16 принадлежал Е. И. Калугину, владельцу мелочных лавок на Большом проспекте (в домах № 16, 31, 50 и 54/Гатчинская, дом № 2) и на Большой Белозерской улице, 16[12].
- Напротив домов № 11 и № 13 расположен дом № 16 — бывшее убежище взрослых калек Петровского общества вспомоществования бедным, попечительницей которого была вел. кн. Елизавета Фёдоровна. Убежище, рассчитанное на 40 человек, было построено в 1897—1898 годах по проекту арх. С. И. Андреева на средства Алексея Борисовича Враского, почетного члена Общества, на участке, подаренном Обществу сыновьями его первого жертвователя А. А. и С. А. Кашинцевыми; открыто 14 ноября 1899 года. 20 октября 1904 года прот. Александр Феодорович Каминский освятил домовую церковь Казанской иконы Божией матери на 300 человек при этом убежище, которую устроил на свои деньги почётный член Общества А. М. Кириков. Церковь закрыта 22 июля 1923 года, через год разорена. Во второй половине 1920-х помещение церкви использовалось Обществом трезвенников. Позднее здание капитально перестроено. В настоящее время в нём находятся административные учреждения (паспортный стол, жилищно-эксплуатационная контора, районное проектно-инвентаризационное бюро, муниципальный совет муниципального округа «Петровский»), а на углу Малого проспекта — ресторан китайской кухни «Дивный сад».

### От Малого до Чкаловского проспекта

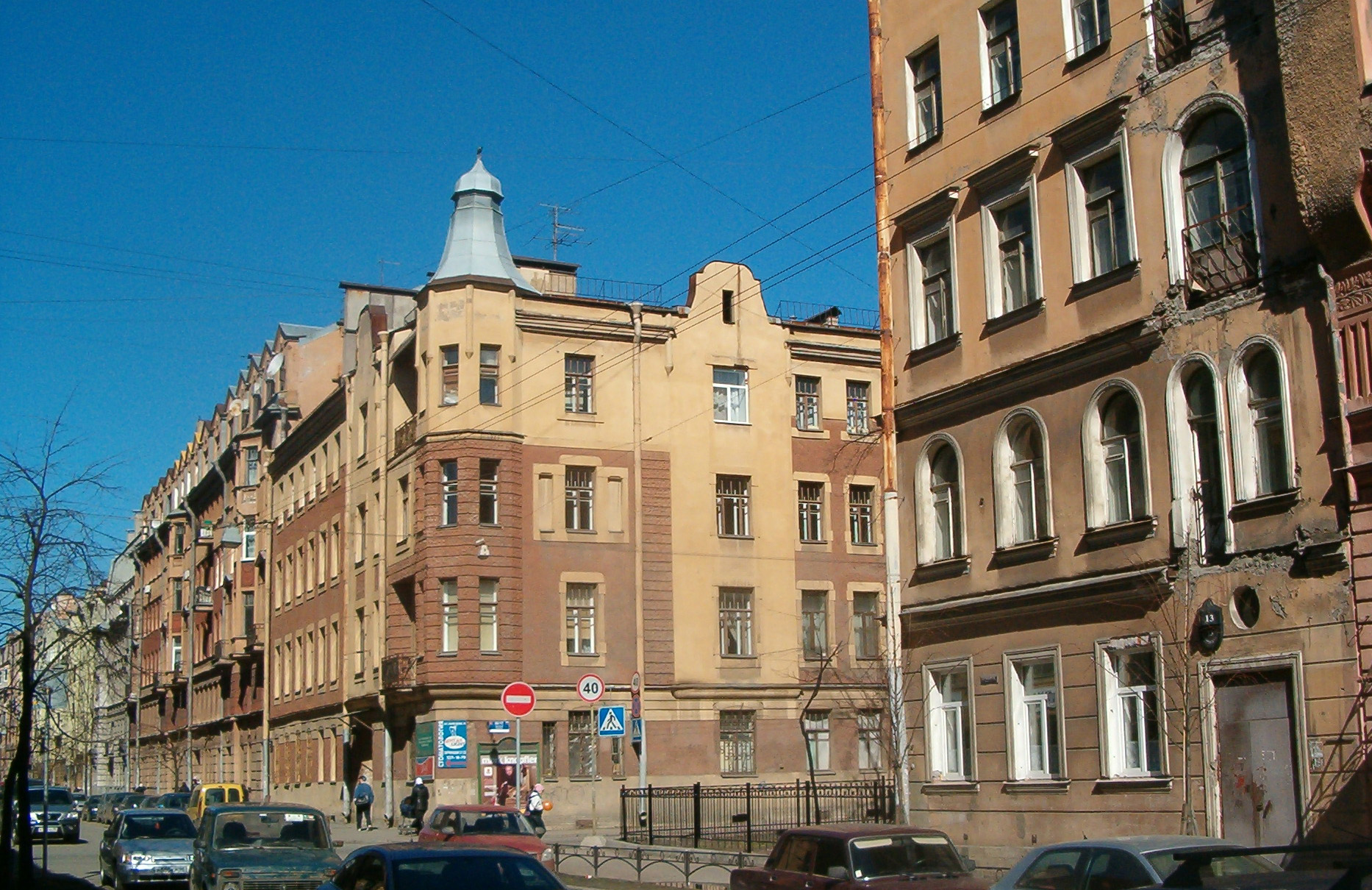
Гатчинская улица у пересечения с Малым проспектом П. С.. Справа дом 13 (арх. П. И. Мульханов), впереди дом 17/60 (арх. Д. А. Крыжановский).

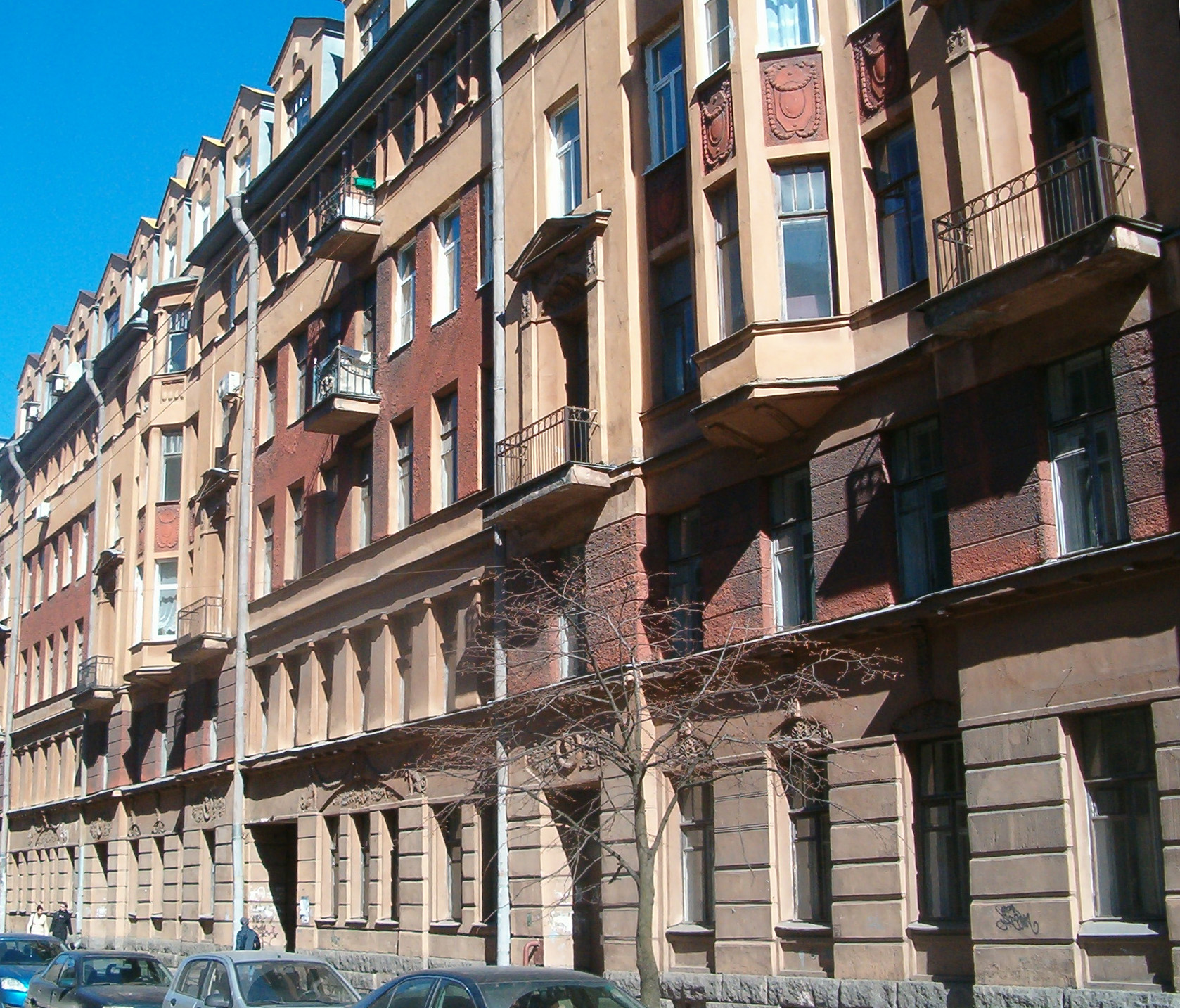
Гатчинская улица, дом 19-21 (арх. А. Л. Лишневский, А. Л. Берлин)

- Гатчинская, 17 / Малый проспект, дом 60 — дом с угловой башенкой, 1903, арх. Д. А. Крыжановский. Второй и третий этажи выделены рустовкой. Слева на втором и четвёртом этажах уходят внутрь два балкона с металлическими решетками. Окна — разных пропорций, самые маленькие — на последнем, четвёртом этаже.
- Гатчинская, 19-21 — доходный дом, 1910—1913, арх. А. Л. Лишневский совместно с А. Л. Берлиным. В доме расположен детский сад № 80 Петроградского района.
- Дом № 22 — доходный дом, по центру и по бокам украшенный полукруглыми фронтонами с лепкой в виде гербов с орлами (лепка в виде большого орла на центральном фронтоне утрачена не ранее 1970-х). Построен в 1911—1912 годах по проекту архитектора А. Р. Гавемана[13]. В ранее существовавшем доме с 1890-х годов находилась мебельно-столярная мастерская Тимофея П. Фёдорова (с 1895 — поставщика великих князей Константина Константиновича и Петра Николаевича).

- Гатчинская, 23-25

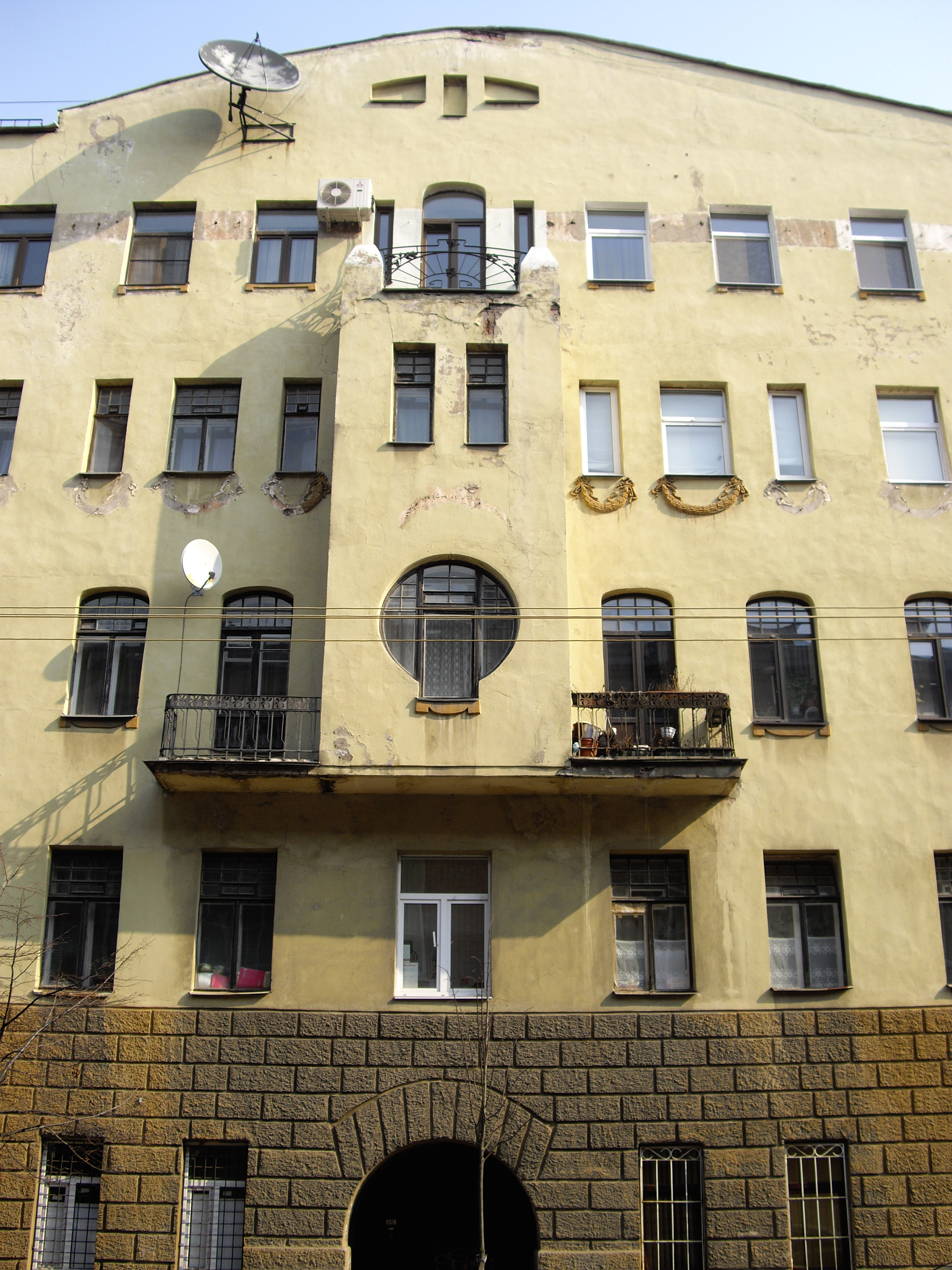
Гатчинская ул., 27-29, центр левой части (арх. И. А. Претро).

- Дом № 27-29 — протяжённый жилой дом: левая часть — 1906 год, арх. И. А. Претро (в этом доме с 1909 года жил Н. М. Книпович), правая часть — 1911, арх. Н. И. Товстолес.
- Дом № 31-33 — арх. К. Н. де Рошефор, 1910. На первом этаже расположен ресторан «Старый Баку». В доме также расположен офис «Петербургрегионгаз». Во дворе дома находится офис продаж «ТЭК — Телефония и Электронные Компоненты».

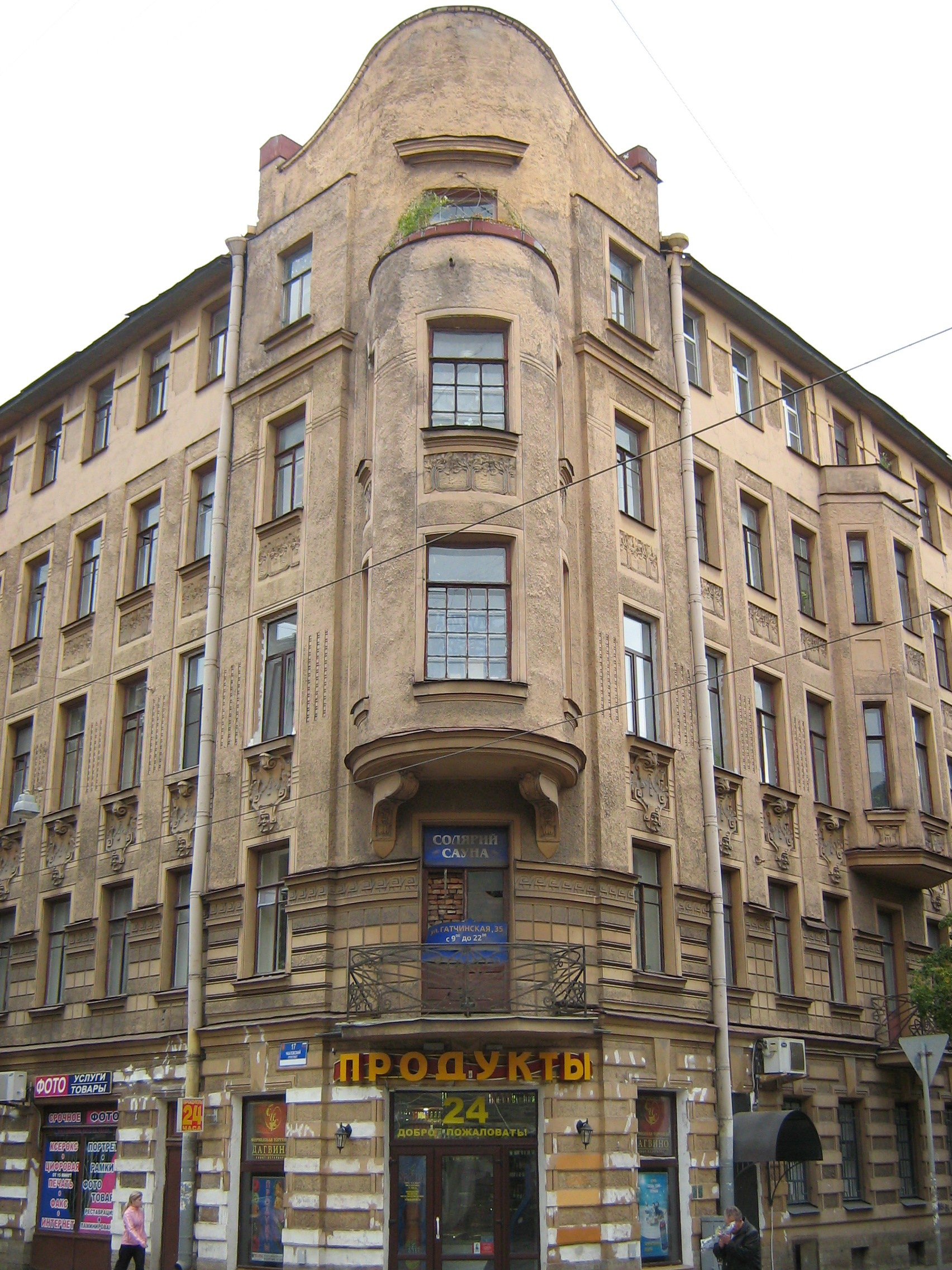
Гатчинская ул., 35 / Чкаловский пр., 17 (арх. П. И. Мульханов).

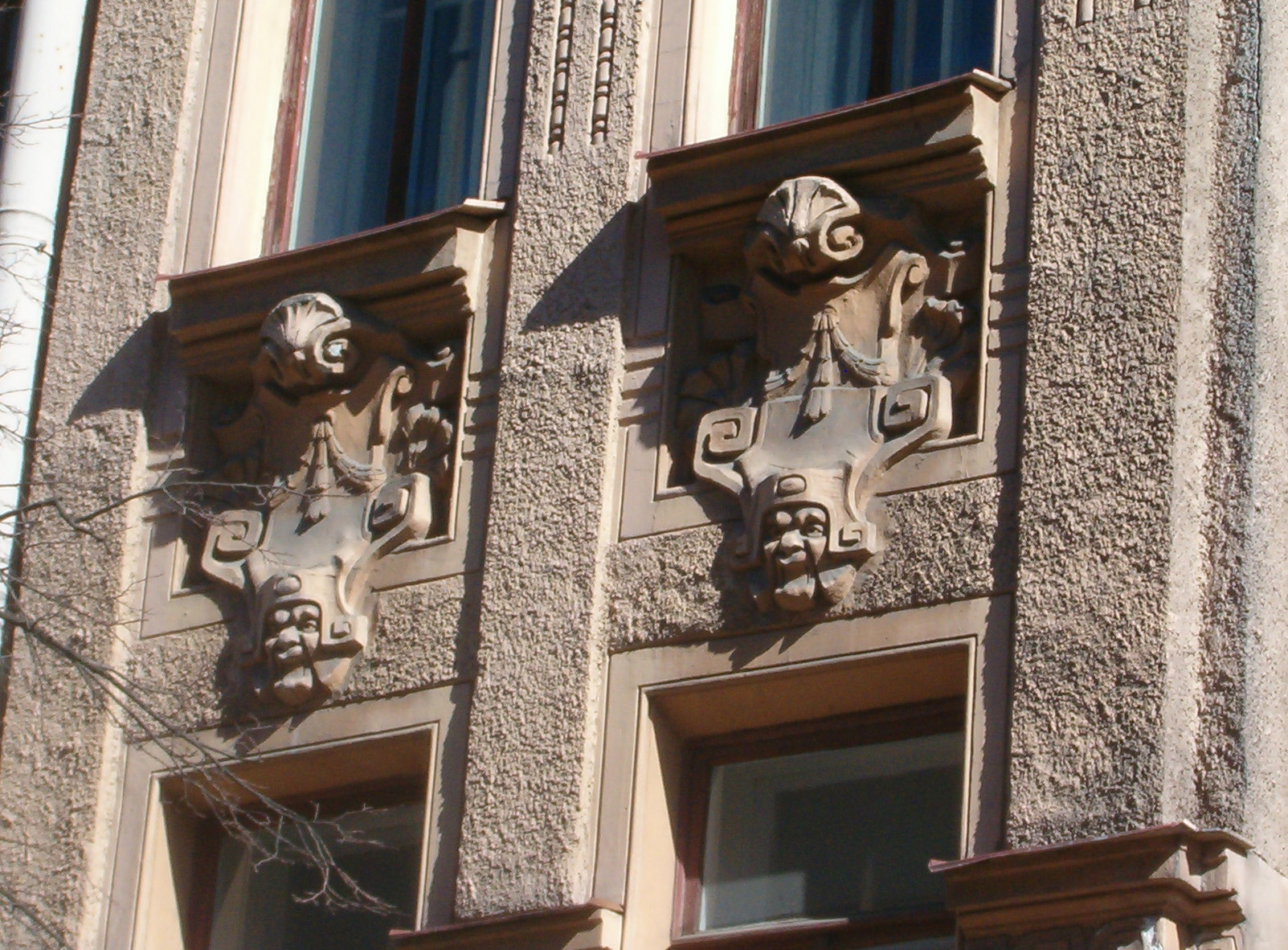
Архитектурные украшения на доме 35.

- Последний дом по нечётной стороне улицы — Гатчинская, 35 / Чкаловский пр., 17 (1907, арх. П. И. Мульханов). В этом жилом доме после 1917 года располагалось начальное смешанное училище с воскресной женской школой при нём, затем размещалась общеобразовательная вечерняя сменная средняя школа № 28 с очным и заочным обучением, в 1970-х также находилась фильмотека Ждановского и Петроградского районов, а теперь размещаются высшая школа моды и дизайна и автошкола.
- Чётная сторона Гатчинской улицы завершается корпусами Государственной типографии «Печатный двор»[14] (Гатчинская ул., 24-26)  памятник архитектуры (региональный)[15] Эти корпуса, построенные по проекту Л. Н. Бенуа при участии Л. Л. Шрётера в 1907—1910 годах, выходят также на Чкаловский проспект, 15, и Ораниенбаумскую улицу, 27. Вторая очередь комплекса на углу Ораниенбаумской ул. была построена позже в ином стиле. Комплекс располагал не только хорошо оснащёнными цехами, но и целым рядом социально-бытовых помещений. В большом трёхэтажном Здании рабочих организаций по Гатчинской ул., 24 размещались общежития рабочих и учеников, амбулатория, баня, прачечная, театральный зал и потребительская лавка. В настоящее время это ОАО «„Печатный двор“ им. А. М. Горького».

## Транспорт
Движение на всём протяжении улицы — одностороннее, в направлении от Чкаловского к Большой Пушкарской ул.
Ближайшие станции метро — «Петроградская» и «Чкаловская».
Общественный транспорт по Гатчинской улице не ходит. Ближайшие остановки наземного общественного транспорта
На Большом проспекте. П. С:
- автобусы № 10, 25, 128, 185, 227, 230, 249, 275[16]
- троллейбусы № 1, 9, 31[17]

На Большой Пушкарской улице:
- автобусы № 1, 10, 25, 128, 185, 227, 249, 275[18]
- троллейбусы № 1, 9, 31

На Чкаловском проспекте:
- автобус № 191[19]